# 中村大成
中村 大成（なかむら たいせい、1935年7月18日 - 2013年5月11日）は、大阪府出身のプロ野球選手（投手）。

## 来歴・人物
大阪府立泉陽高等学校から1953年に南海ホークスへ入団。同年の日本シリーズでは第2戦で先発したが読売ジャイアンツに敗れた。これが高卒新人投手として初めての日本シリーズ先発だった。
1955年は23勝4敗、防御率2.13（リーグ3位）の好成績をあげる。特に8月から閉幕まで11連勝するなど、後半は抜群の活躍で南海のリーグ優勝に貢献。パ・リーグの最高勝率、ベストナイン、最優秀投手に選ばれた。また、同年の日本シリーズでは全7試合中の6試合に登板、勝ち星は挙げられなかったが、防御率0.72と好投した。
翌1956年2月に南海はハワイ遠征を行ったが、中村は韓国籍であったことから渡航の許可が得られず参加できなかった。このことに対して中村は大きなショックを受け、この年に調子を崩した原因の一端であったのではないかと、監督の鶴岡一人は著書で語っている。同年は開幕から調子が上がらず、5月に入って4勝1敗と復調の兆しを見せるも、6月以降勝ち星から見放され、シーズンでは5勝5敗に終わる。以降、成績の下降とともに出場機会を急速に失ってゆく。1959年は登板の機会がなく、シーズンオフに自由契約となり阪急ブレーブスに移籍。しかし、ここでも登板は無く、1960年限りで現役を引退した。
2013年5月11日に大腸癌による癌性腹膜炎により死去。77歳没。

## 選手としての特徴
右の本格派でスライダー・シュートを武器にしていた。

## 詳細情報

### 年度別投手成績
| 年 度    | 球 団    | 登 板 | 先 発 | 完 投 | 完 封 | 無 四 球 | 勝 利 | 敗 戦 | セ 丨 ブ | ホ 丨 ル ド | 勝 率 | 打 者 | 投 球 回 | 被 安 打 | 被 本 塁 打 | 与 四 球 | 敬 遠 | 与 死 球 | 奪 三 振 | 暴 投 | ボ 丨 ク | 失 点 | 自 責 点 | 防 御 率 | W H I P |
| -------- | -------- | ----- | ----- | ----- | ----- | -------- | ----- | ----- | -------- | ----------- | ----- | ----- | -------- | -------- | ----------- | -------- | ----- | -------- | -------- | ----- | -------- | ----- | -------- | -------- | ------- |
| 1953     | 南海     | 10    | 4     | 1     | 0     | 0        | 4     | 2     | --       | --          | .667  | 210   | 51.1     | 37       | 4           | 27       | --    | 2        | 25       | 0     | 0        | 19    | 18       | 3.12     | 1.25    |
| 1954     | 南海     | 36    | 13    | 3     | 2     | 0        | 6     | 5     | --       | --          | .545  | 484   | 117.0    | 102      | 5           | 49       | --    | 3        | 71       | 1     | 0        | 56    | 44       | 3.38     | 1.29    |
| 1955     | 南海     | 51    | 33    | 10    | 4     | 0        | 23    | 4     | --       | --          | .852  | 1073  | 269.2    | 201      | 9           | 80       | 2     | 14       | 160      | 3     | 0        | 74    | 64       | 2.13     | 1.04    |
| 1956     | 南海     | 30    | 14    | 3     | 1     | 0        | 5     | 5     | --       | --          | .500  | 448   | 109.0    | 95       | 3           | 30       | 1     | 3        | 60       | 0     | 0        | 45    | 36       | 2.97     | 1.15    |
| 1957     | 南海     | 20    | 3     | 0     | 0     | 0        | 1     | 2     | --       | --          | .333  | 186   | 45.2     | 47       | 3           | 16       | 1     | 0        | 26       | 1     | 0        | 22    | 21       | 4.11     | 1.38    |
| 1958     | 南海     | 1     | 0     | 0     | 0     | 0        | 0     | 0     | --       | --          | ----  | 8     | 2.0      | 1        | 0           | 0        | 0     | 0        | 2        | 0     | 0        | 0     | 0        | 0.00     | 0.50    |
| 通算:6年 | 通算:6年 | 148   | 67    | 17    | 7     | 0        | 39    | 18    | --       | --          | .684  | 2409  | 594.2    | 483      | 24          | 202      | 4     | 22       | 344      | 5     | 0        | 216   | 183      | 2.77     | 1.15    |

- 各年度の太字はリーグ最高

### タイトル
- 最高勝率：1回 （1955年）

### 表彰
- ベストナイン：1回 （1955年）
- 最優秀投手：1回（1955年）

### 背番号
- 46 （1953年）
- 27 （1954年 - 1959年）
- 63 （1960年）